# CFAI-FM
CFAI-FM (la Coopérative des Montagnes limitée) est une station de radio communautaire francophone située à Edmundston au Nouveau-Brunswick (Canada). L'entreprise est titulaire d'une licence de radiodiffusion communautaire.

## Diffusion
CFAI FM émet sur deux fréquences : 
- 101,1 FM à Edmundston avec une puissance autorisée de 5 700 W
- 105,1 FM à Grand-Sault. avec une puissance autorisée de 3 000 W

## Historique
Le 6 août 1987, le CRTC refuse la demande initiale de La Coopérative des Montagnes Ltée pour desservir trois zones : Edmundston, Grand-Sault et Kedgwick. Une nouvelle demande est soumise et le CRTC accorde, le 15 février 1989, une licence de diffusion pour la fréquence 105,1 MHz à Grand-Sault, mais refuse l'utilisation des fréquences 92,7 MHz à Edmundston et 95,3 MHz à Saint-Quentin / Kedgwick. Le 21 août 1990, le CRTC accepte l'utilisation des fréquences 101,1 MHz pour Edmundston et 90,1 MHz pour Saint-Quentin.
La station CFAI-FM a commencé à émettre le 2 avril 1991.
En 1993, La Radio Communautaire des Hauts Plateaux Inc. fait l'acquisition de la station CFAI-FM-2 Saint-Quentin, qui devint parfaitement autonome et distincte sous les lettres d'appel CFJU-FM.
CFAI-FM procure aujourd'hui de l'emploi à une douzaine de personnes et peut compter sur plusieurs bénévoles pour le bon fonctionnement de ses opérations. Ce sont environ 35 000 francophones et francophiles de la région qui bénéficient d'une programmation quotidienne de haute qualité.

## Partenariats
La station est membre de l'Alliance des radios communautaires du Canada ainsi que de l'Association des radios communautaires acadiennes du Nouveau-Brunswick. De plus, la station collabore à la programmation du Réseau francophone d'Amérique.